# Taipei Women's Championships 1987
Taipei Women's Championships 1987 — жіночий тенісний турнір, що проходив на закритих кортах з килимовим покриттям у Тайбеї (Республіка Китай). Належав до турнірів 1-ї категорії в рамках Світової чемпіонської серії Вірджинії Слімс 1987. Це був другий турнір Taipei Women's Championships. Тривав з 20 квітня до 26 квітня 1987 року. Третя сіяна Енн Мінтер здобула титул в одиночному розряді.

## Фінальна частина

### Одиночний розряд
Енн Мінтер —  Клаудія Порвік 6–4, 6–1
- Для Мінтер це був перший титул в одиночному розряді за кар'єру.

### Парний розряд
Кеммі Макгрегор /  Синтія Макгрегор —  Сенді Коллінз /  Шерон Волш 7–6(10–8), 5–7, 6–4
- Для Кеммі Макгрегор це був перший титул в парному розряді за кар'єру. Для Синтії Макгрегор це був перший титул в парному розряді за кар'єру.